# Partikula
A nyelvészetben a partikula egyfajta nem toldalékolható nyelvi elem. Az egyes nyelvek nyelvtanai különbözőképpen tárgyalják. Nyelvészeti irányzatonként is eltérő a megítélése.
Partikuláknak nevezték már az ókorban is a nem toldalékolható szavakat. A magyar nyelvészet kezdetén ezt tette például Földi János (1755–1801). Csak az 1960-as években kezdtek foglalkozni az orosz és a német nyelvészetben ezek közül azokkal a szavakkal, melyek nem mondatrészt képező határozószók, sem más mondattani szerepet betöltő szavak, azaz nem kötőszók vagy elöljárószók. Azelőtt, mivel nem fértek bele a szófajok hagyományos rendszerébe, az ilyen szavakat stilisztikailag kéteseknek, nem ajánlottaknak tekintették, viszont a nyelvészeti kutatások pragmatikai irányultságának fokozásával egyidőben ezeket a szavakat kezdték partikulákként kutatni.
Másrészt észrevették, hogy vannak partikulákban szegény és partikulákban gazdag nyelvek. A francia például az előbbiek közé tartozik, a német pedig az utóbbiak közé. Ezért is van az, hogy a német és más nyelvek mindennapi grammatikáiban is a partikulát modern értelmében külön szófajként kezelik, a francia nyelv grammatikáiban viszont nincs szó partikulákról mint szavakról.

## A partikula körülhatárolása
Az, hogy partikula minden nem toldalékolható szó, azaz a határozószó, az elöljárószó, a kötőszó és az indulatszó, a terminus régi és legtágabb értelmezése. A legszűkebb szerint a partikula külön szófaj, amelyhez csak a modális jelentésű, önállóan semmilyen kérdésre sem felelő szavak tartoznak, és léteznek e két felfogás között átmenetek is. Bussmann 1998 is megemlíti az előbbi tág értelmezést, hozzáadva minden olyan változatlan alakú szót is, amelyet nem lehetett a négy hagyományos szófajhoz sorolni. Szerinte a szűkebb értelmezés az indulatszavakra, a tagadó szavakra, a modális partikulákra, a fokozó partikulákra és a konnektorokra vonatkozik.
Helbig 1994 is megemlíti a fenti tág értelmezést. Az ő szűkebb értelmezése szerint modális partikulák az olyan szavak, melyek megtalálhatók a hagyományos szófajokban, de bizonyos nyelvi kontextusokban nincs mondattani funkciójuk a szócsoport vagy a mondat szintjén, hanem csak pragmatikai funkciójuk. A modális partikulákon kívül számba vesz más partikulatípusokat is, amelyek megfelelnek ennek a kritériumnak.
Crystal 2008 szerint partikuláknak neveznek olyan szavakat, melyeket nem lehet besorolni a hagyományos értelemben vett szófajokba. Példákként megemlíti az angolban a főnévi igenévvel használt to szót, mely azonos alakú a to elöljáróval, de nem elöljáró, a not ’nem’ tagadószót, a magyar igekötőknek megfelelő szavakat (come in ’bejön’, get up ’felkel’) és a diskurzusjelölőket, melyeket pragmatikai partikuláknak is nevez: you know ’tudod/tudja’, I mean ’akarom mondani’.

### Partikula és módosítószó
Többen vannak nyelvészek, akik nem különböztetik meg a partikulákat a módosítószóktól. Ez volt a nézete H. Molnár Ilonának is, aki elsőként értekezett a „módosító szók”-ról 1968-ban, és ez volt később is a domináns nézet a magyar nyelvészetben. Más nyelvekkel foglalkozó szerzők a módosítószókat sorolják a partikulákhoz. Például Adnan Čirgić montenegrói nyelvész teszi ezt, modifikatori elnevezéssel foglalkozva velük a partikulák keretében. Mások nem használnak a „módosítószó” terminusnak megfelelőt, hanem az ilyen szavakat modális partikuláknak tekintik. Megint mások a módosítószókat külön megnevezés nélkül sorolják a partikulák közé általában.
A magyar nyelvészetben a partikulákat először Keszler Borbála határolta el radikálisan 1995-ben, majd Kugler Nóra határozta meg a következőképpen: „A partikula olyan viszonyszó, amely nem toldalékolható, más szavakkal nem alkot sem morfológiai természetű, sem szintaktikai kapcsolatot, nem lehet mondatrész […]. Morfológiai természetű szerkezetet azért nem hoz létre, mert nem grammatikai viszonyító elem, mondatrészi szerepre pedig nem létező vagy nagyon szűk denotatív jelentése miatt alkalmatlan. Funkciója az, hogy a mondatban lévő állításon műveleteket végez (pl. előfeltevést kapcsol hozzá, meghatározza topik–predikátum szerkezetét) […]; modális viszonyt, a beszélő attitűdjét (érzelmi, akarati, értékelő viszonyát) fejezi ki, vagy jelöli a beszélő reagálását a kommunikációs helyzetre, illetve annak valamely összetevőjére […]. A partikula önmagában semmilyen kérdésre sem felelhet.”
Ugyancsak Kugler különböztette meg a partikulát a módosítószótól azzal az érvvel, hogy az utóbbi nemcsak mondatba illeszthető (Géza biztosan eltalálta a célt), hanem mondatszó is lehet, amely eldöntendő kérdésre válaszol (– Géza eltalálta a célt? – Biztosan). Ezzel ellentétben a partikula csak mondatban működik, és semmiféle kérdésre sem válaszol.
Más nyelvekkel foglalkozó nyelvészek is megkülönböztetik a partikulát a módosítószótól, az utóbbit különleges határozószónak tekintve, amely mondatban működik, de annak nem egyetlen elemét, hanem egészét módosítja.

### A partikula mint szóhoz hozzáadott elem
A francia és a román nyelv grammatikáiban hagyományosan az, amit partikulának neveznek nem szó, és nem foglalkoznak vele külön. Grevisse 1964 csak megemlíti, hogy olykor a határozószókat, az elöljárószókat, a kötőszókat és az indulatszókat általánosan partikuláknak nevezik. Más grammatikákban partikuláknak nevezik a mutató névmáshoz adott -ci és -là elemeket, amelyek a közelségre, illetve a távolságra utalnak: celui-ci ’ez’ (hímnem), celle-ci ’ez’ (nőnem), ceux-ci ’ezek’ (hímnem), celles-ci ’ezek’ (nőnem), celui-là ’az’ (hímnem), celle-là ’az’ (nőnem), ceux-là ’azok’ (hímnem), celles-là ’azok’ (nőnem). A Grevisse-féle grammatika a -ci-t és a -là-t határozószóknak nevezi.
Azokat a szavakat, melyeket más nyelvek grammatikáiban partikuláknak neveznek, a román grammatikákban mind határozószóknak tekintik. Annak, amit partikulának tekintenek, a meghatározása „szóhoz hozzáadott változatlan nyelvi elem, amely a szó jelentését erősíti meg”. A sztenderd nyelvváltozatban csak egy ilyen, az -a partikula fordul elő:
- a sorszámnevek alakjában: al doilea. Ezek így képződnek: birtokos névelő + tőszámnév + -le határozott névelő + -a partikula;
- a mutató névmások és a mutató determinánsok főnév után használt alakjában: acest copac vagy copacul acesta ’ez a fa’ (mutató determináns), acesta ’ez’ (hímnemű mutató névmás);
- a care kérdő névmás és vonatkozó névmás birtokos esetű és részes esetű alakjában: Cărui coleg îi dai telefon? ’Melyik kollégának telefonálsz?’ (kérdő determináns, partikula nélkül), Căruia îi dai telefon? (kérdő névmás, partikulával).

Az -a partikula megvan egyes határozószók változataiban is: aici / aicea ’itt’, atunci / atuncea ’akkor’, acum / acuma ’most’.
Nyelvjárásokban előfordul más partikula is: acolo (sztenderd nyelvváltozat) – colo-șa vagy acolo-ia ’ott’ (nyelvjárási változatok), aici (sztenderd) – ici-șa (nyelvjárás) ’itt’.

## A partikulák eredete
A partikulák általában szófajváltás útján jöttek létre határozószókból, kötőszókból vagy egyéb szófajokból, és e szavak egy része továbbra is használatos az eredeti funkciójával.
- határozószó → partikula:

Péter egyszerűen oldotta meg a feladatot → Péter egyszerűen megoldotta a feladatot;
(franciául) Je suis bien à Paris ’Jól érzem magam Párizsban’ → Il part bien demain? ’Tényleg holnap megy el?’;
- kötőszó → partikula:

Esik az eső, hát maradjunk itthon → Hát láttál már ilyet?;
(németül) Er kommt, aber sein Vater ist verhindert ’Ő eljön, de az apja nem teheti’ → Die werden aber staunen! ’Csodálkozni fognak ám azok!’;
(franciául) Je pense, donc je suis ’Gondolkodom, tehát vagyok’ → Taisez-vous donc à la fin! ’Hallgassatok már el egyszer!’;
(horvátul) Nije se čuvao, pa se razbolio ’Nem vigyázott magára, aztán megbetegedett’ → Pa to nije moguće! ’Hát ez lehetetlen!’
Egyes szavak partikulaként használt alakja megváltozott, és az új alakjuk csak partikulaként létezik. Például így keletkeztek a magyarban a hadd (< hagyd, hogy) és a lám (< lássam, hogy) partikulák.
Végül olyan partikulák is vannak, amelyeknek egyáltalán nincs más szófajbeli megfelelőjük az adott nyelvben. Ilyen például a közép-délszláv diarendszerben a li kérdő partikula, mely a protoszláv nyelvből örökölt.

## Partikula-kombinációk
Olykor ugyanabban a mondatban két vagy három partikula is előfordul:
- Hát még ilyet!;[21]
- Most már aztán gyere el!;[1]
- (németül) Was hat er denn schon anzubieten? (franciául) Que peut-il donc bien avoir à proposer? ’Vajon mit is tudna javasolni?’[31]

## Partikulafajták
Azokban a grammatikákban, melyekben a partikulát külön szófajnak tekintik, esetleg a módosítószóval együtt, fajtái megállapításának kérdése ugyanolyan összetett, mint a körülhatárolásáé. Ezt bizonyítják különböző nyelvészek sokféle javaslatai.

### Magyar grammatikákban
Kugler 1998 a partikulákat két főkategóriára osztja, melyekben több alkatégória van:
- modális-pragmatikai partikulák:

- a modális alapérték jelölői:

– kérdő alapérték: Akkor holnap találkozunk, ugye?;
– óhajtó alapérték: bár, csak (’bárcsak’), bárcsak;
– engedélykérés: hadd;
- árnyaló partikulák:

– megerősítést kifejező: Hallottam ám a dologról;
– csökkentést, enyhítést kifejező: Neki ugyan mondhatod!;
– korlátozást kifejező: Éppenséggel ez is elképzelhető;
– akaratot, érzelmet kifejező: Gyere már!
- propozicionális partikulák:

- becslő (mértékértékelő) partikulák: Mindössze két kilométert kell gyalogolnunk;
- fokozó-rangsoroló partikulák: Elég izgalmas;
- predikátumkiemelő partikulák: Az üzletben csak a könyvet néztem meg vs. Az üzletben a könyvet csak megnéztem.

### Német grammatikákban
A német nyelvvel foglalkozó grammatikákban a következő partikulafajták találhatók:
- modális vagy árnyalópartikulák: Der ist vielleicht ein Spinner! ’Ez valami bolond lehet!’;[34]
- fokozó vagy intenzitás partikulák: Sie hat sehr gut gespielt ’Nagyon jól játszott’ (nőnem)’;[35]
- összehasonlító partikulák: Er ist größer als/als wie/wie/wan ich ’Ő (hímnem) nagyobb, mint én’;[36]
- fókuszpartikulák: Ich habe nur zwei Bonbons gegessen ’Csak két cukorkát ettem meg’;[37]
- válaszpartikulák: Eben! ’Pontosan!’;[38]
- tagadó partikulák: Ich habe ihn nicht gesehen ’Nem láttam (őt)’;[39]
- a főnévi igenév partikulája: Sie begannen schön zu tanzen und singen ’Szépen kezdtek táncolni és énekelni’.[40]

### A közép-délszláv diarendszer grammatikáiban
A közép-délszláv diarendszerhez tartozó szerb, horvát és montenegrói nyelv grammatikáiban egyes partikulakategóriák több szerzőnél megtalálhatók, de vannak olyanok is, melyeket csak egyikük vagy másikuk veszi számba. Partikulafélék:
- modális (Moldovan – Radan 1996 és Čirgić 2010 így nevezi, az utóbbi modifikator-nak, azaz módosítószónak is nevezve, Barić 1997 és Klajn 2005 pedig csak leírja, és példákat ad): On to, naravno, nije ni mogao znati ’Természetesen, ő ezt nem is tudhatta’;[12]
- kérdő (Moldovan – Radan, Barić, Klajn, Čirgić): Dolaziš li sutra? ’Eljösz-e holnap?’;[11]
- igenlő (Moldovan – Radan, Barić, Klajn, Čirgić): – Hoće li i oni śutra doći? – Da, doći će! ’– Eljönnek-e ők is holnap? – Igen, eljönnek’ (független, de nem mondatszó), – Da! (független és mondatszó);[41]
- tagadó (Moldovan – Radan, Barić, Klajn, Čirgić): Hvala, ne ’Köszönöm, nem’ (független), Ne pušim ’Nem dohányzom’ (nem független);[42]
- megerősítő (Moldovan – Radan, Barić, Klajn, Čirgić): Putovao je čak u Kinu ’Még Kínába is elutazott’;[12]
- parancsoló (Moldovan – Radan, Klajn, Čirgić): Oni neka dođu! ’Ők csak jöjjenek!’;[43]
- bemutató (Moldovan – Radan, Klajn, Čirgić): Eno starica pred vratima ’Íme az öregasszony az ajtó előtt’;[11]
- határtalan választási lehetőséget, közömbösséget, megengedést kifejező (morfológiai szempontból az akár- előtagnak megfelelő határozatlan szókapcsolatok alkotásában részt vevő) (Barić, Klajn, Čirgić): ma gde ’akárhol’, kako god ’akárhogyan’, bilo kakav ’akármilyen’, makar koji ’akármelyik’;[44] Što se god dogodi, vas se to ne tiče ’Akármi is történne, az titeket nem érint’;[12]
- korlátozó (Moldovan – Radan, Čirgić): Samo ti možeš da mi pomogneš ’Csak te tudsz segíteni rajtam’;[45]
- felkiáltó: (Moldovan – Radan, Klajn): Ala smo se lepo proveli! ’Milyen szépen múlattuk az időt!’;[45]
- kívánságot kifejező (Moldovan – Radan, Klajn):

- a beszélő javára: Samo da mi se on vrati! ’Bárcsak visszajönne hozzám!’;
- a címzett javára (jókívánság): Neka vam nova godina bila srećnija ’Legyen boldogabb az új évetek’;

- fokozó: mnogo veći ’sokkal nagyobb’, malo gluv ’kissé süket’, dosta dobro ’elég jól’, gotovo svi ’majdnem mind’.[43]

Barić 1997 és Klajn 2005 a partikulák közé sorolja a töltelékszavakat is: Bio sam tamo pa, ovaj, nisam vidio ništa ’Ott voltam, aztán, hát, nem láttam semmit’.
Čirgić 2010 külön szófajként kezeli a konnektorokat, viszont Klajn 2005 ezeket a partikulák közé sorolja: Lekovi treba uzimati uz jelo. Naime, lekari kažu… ’Az orvosságokat étellel kell beveni. Ugyanis az orvosok azt mondják…’ (független mondatok közötti konnektor), Zbilja, šta je bilo s tvojom diplomom? ’Tényleg, mi lett a diplomáddal?’ (a beszélgetésbe új témát bevezető szó).
Čirgić a partikulákhoz sorol mondatba beékelt szócsoportokat is: bez sumnje ’kétségen kívül’, na svu sreću ’szerencsére’. Barić is ezt teszi szócsoportokkal és mondatokkal: Vi to, na sreću, niste osjetili, ali ja, kažem vam, i te kako jesam ’Maga ezt szerencsére nem érezte, de én, hadd mondjam magának, de még mennyire’. Moldovan – Radan szerint tagolatlan mondat is partikulának számít, ha igenlő válasz tagadó alakú kérdésre: – Zar ti ne dolaziš na utakmicu? – Kako da ne! Dolazim ’– Te nem jössz a mérkőzésre? – Dehogy nem! Jövök’.